# Rzav
Il Rzav (in serbo Рзав?), noto anche come Zlatiborski Rzav (in serbo Златиборски Рзав?, "Rzav di Zlatibor" o Veliki Rzav, "Grande Rzav"), è un fiume della Serbia e della Bosnia ed Erzegovina, affluente di destra della Drina, in cui confluisce in corrispondenza della città bosniaca di Višegrad. Il fiume nasce dalla confluenza di due corsi d'acqua, il Crni Rzav ("Rzav Nero") e il Beli Rzav ("Rzav Bianco").

## Corso del fiume

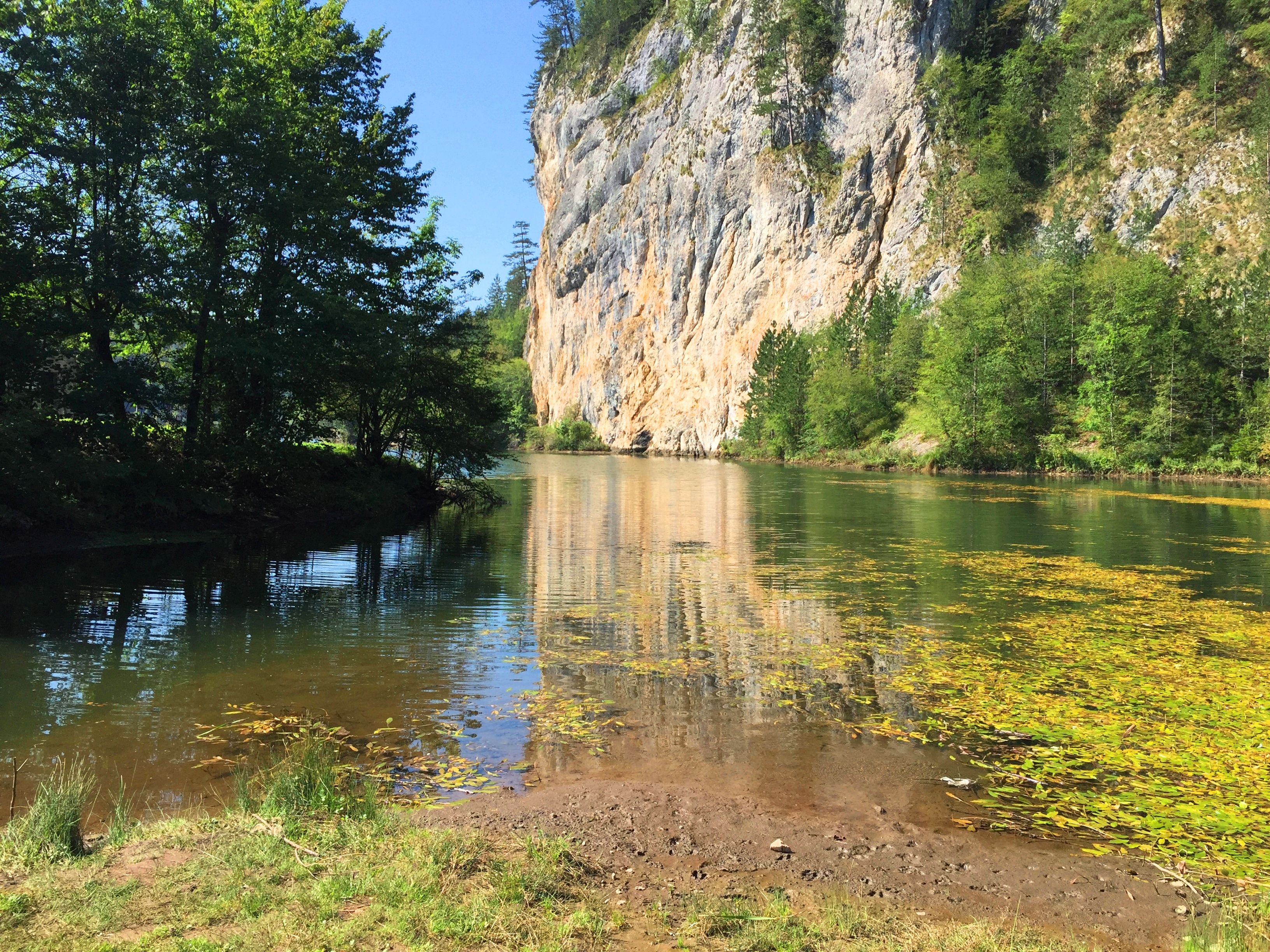
Il Beli Rzav a Zaovine.

Il Beli Rzav (bosniaco: Bijeli Rzav, serbo: Бели Рзав) è il più corto dei due corsi d'acqua che danno origine al Rzav. Nasce dalle pendici orientali del monte Zvijezda, in Serbia, nei pressi del confine con la Bosnia. Dopo aver attraversato le colline di Batura, volge verso sud in direzione del monte Tara, raccogliendo le acque che scorrono dai due monti. Nei pressi della cittadina di Zaovine il corso del fiume è sbarrato da una diga dando origine al lago Zaovine. Dopo aver attraversato il villaggio di Mokra Gora, il fiume gira a ovest ed entra in Bosnia ed Erzegovina e, subito dopo il confine, incontra il Crni Rzav nei pressi del villaggio di Donje Vardište.
Il Crni Rzav (bosniaco: Crni Rzav, serbo: Црни Рзав) sorge sul monte Čigota, situato nella parte orientale del massiccio di Zlatibor, in Serbia. All'inizio il fiume scorre verso nord, nei pressi del villaggi di Vodice e Jokina Ćuprija, fino alla sezione centrale di Zlatibor dove una diga crea il lago artificiale Ribnica, nei pressi dell'omonima cittadina. Dopo il lago il fiume volge rapidamente verso ovest seguito parallelamente dal fiume Jablanica. Dopo il villaggio di Mokra Gora, il fiume entra in Bosnia ed Erzegovina e riceve le acque del fiume Jablanica nei pressi di Gornje Vardište, per poi confluire con il Beli Rzav a Donje Vardište.
Il Rzav continua come naturale estensione del Beli Rzav; tuttavia, essendo il Crni Rzav più lungo, quest'ultimo è considerato il fiume madre. Il fiume scorre poi tra strette gole fino agli abitati di Prosjek e Dobrun (rinomata per il suo monastero) e prosegue nella piana agricola tra le pendici meridionali del monte Zvijezda a nord e il monte Suha Gora a sud, attraversando Žagre prima di sfociare nella Drina a Višegrad. Questa sorge sulla penisola compresa tra i due fiumi.
Le sue acque, assieme a quelle della Drina, sfociando prima nella Sava e poi nel Danubio, fanno parte del bacino idrografico del mar Nero. Il fiume non è navigabile.

## Attività umana

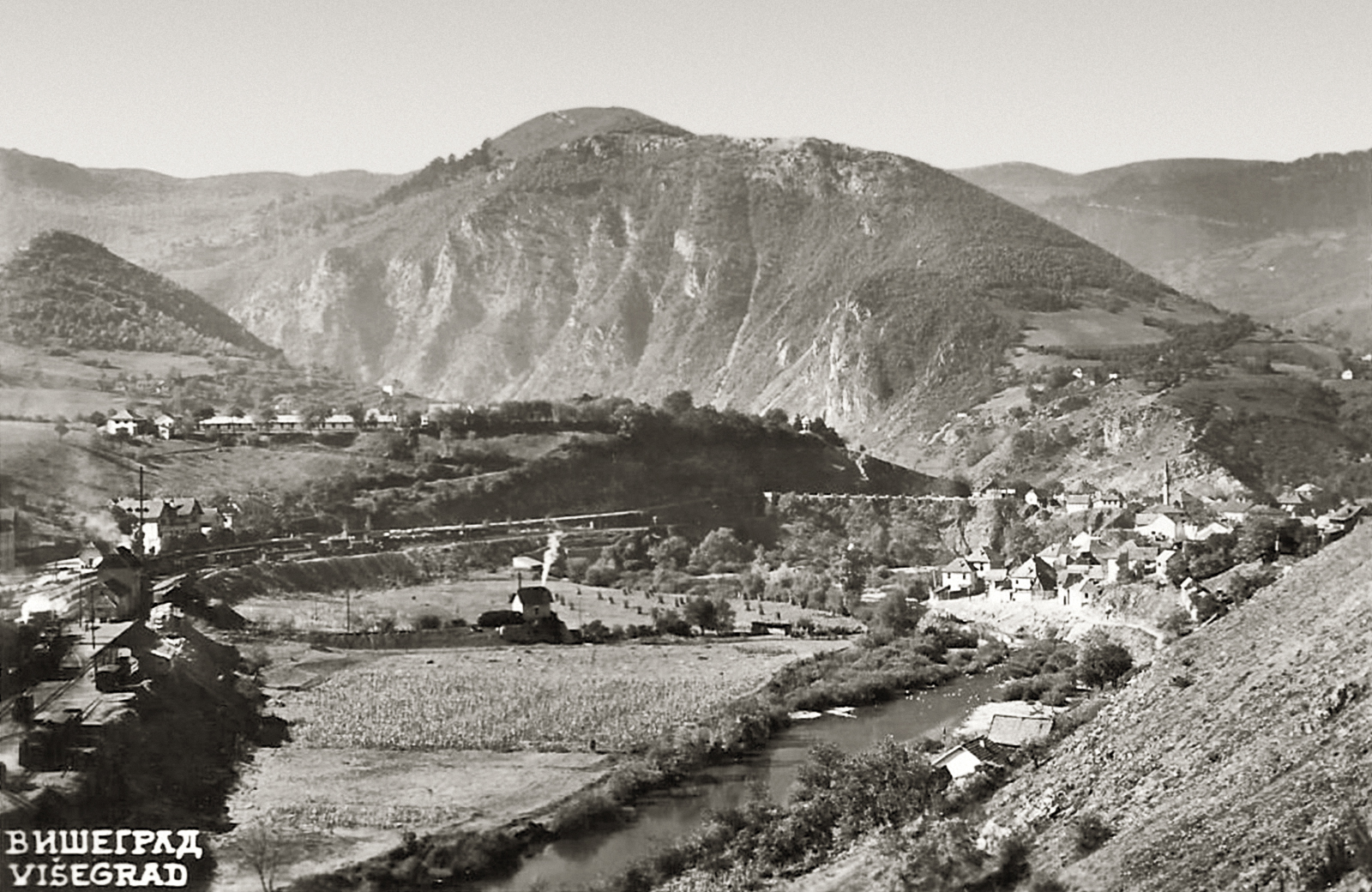
Il Rzav e la stazione ferroviaria di Višegrad in una cartolina degli anni '30.

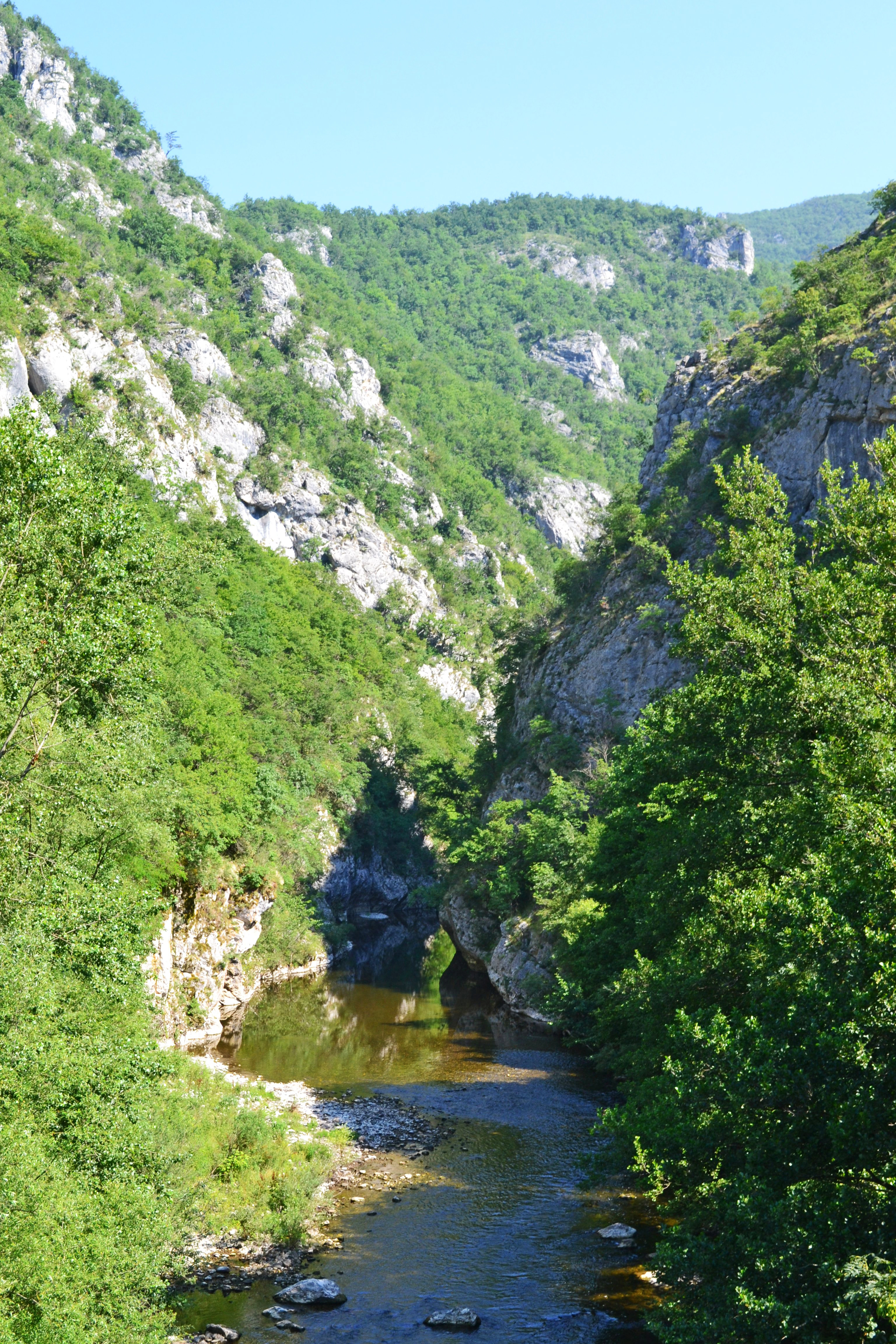
Il Rzav a Dobrun.

La valle del Rzav è sempre stata un importante corridoio per gli spostamenti tra Bosnia e Serbia. Già ai tempi dell'Impero ottomano la strada che collegava Costantinopoli con Sarajevo percorreva il corso del fiume. Nel 1577 il gran visir Mehmed Paşa Sokolovič realizzò un ponte che collegava l'estremità occidentale di tale vallata con la sponda di sinistra del fiume Drina, per facilitare la percorrenza tra le importanti città del Sublime Stato.
Al 1906, durante il dominio asburgico, risale la costruzione della ferrovia orientale bosniaca, che collegava Sarajevo con Vardište, poi estesa fino ad Užice. Del XX secolo è invece la costruzione della strada magistrale (magistralna cesta) M5, importante collegamento tra la Bosnia e la Serbia.
Diverse torri di avvistamento e fortificazioni parzialmente rovinate o completamente distrutte lungo le gole del Rzav testimoniano l'importanza del corridoio stradale in diverse epoche.